# Kidō Keiji Jiban
Kidō Keiji Jiban (機動刑事ジバン Kidō Keiji Jiban?), traducido al español como

Logo internacional de Jiban.

Detective Motorizado Jiban es una serie televisiva japonesa de la saga Metal Hero, producida por Toei, y emitida por TV Asahi en Japón entre el 29 de enero de 1989 y el 28 de enero de 1990, con 52 episodios y una película.

## Trama
Naoto, un comisionado de policía de Ciudad Central, estando en servicio es asesinado por un agente del sindicato del mal "Bioron". Tiempo después, el Dr. Kenzou Igarashi, cuyos experimentos fueron responsables de la existencia de Bioron, resucitó a Naoto como un detective robot, Jiban (enlace roto disponible en Internet Archive; véase el historial, la primera versión y la última).. Desde entonces Jiban lucha diariamente por la justicia, y específicamente por la destrucción de Bioron.

## Personajes
- Jiban/Naoto Tamura Igarashi: Un humano revivido por el Dr. Igarashi para luchar contra Bioron. Capaz de regresar a su forma humana a voluntad, tiene el rango de Comisionado de Policía. Su programación le permite seguir tres directivas:

1. Arrestar criminales en cualquier circunstancia y sin dar ninguna explicación al respecto.
2. Castigar a los criminales a su propio juicio, si resultan ser miembros de Bioron.
3. Matar dependiendo de las circunstancias.

### Aliados
- Igarashi Mayumi: La única persona que conoce la verdadera identidad de JIBAN. Pierde la memoria durante una batalla. Llama de cariño a Naoto "hermano mayor".
- Igarashi Shunichi y Shizue: Padres de Mayumi.
- Dr. Igarashi Kenzou: Científico que inicia el proyecto Jiban para combatir las fuerzas de Bioron, que fue producto de sus experimentos biológicos. Murió cuando Jiban fue construido.
- Katagiri Youko: Detective de Ciudad Central, superior de Naoto, nunca sospechó que Naoto era realmente Jiban.
- Muramatsu Kiyoshirou: Detective de élite, enamorado de Youko.
- Yanagida Seiichi: Jefe del Departamento de Policía de Ciudad Central. Cooperó con el Doctor Igarashi en el proyecto Jiban dos años antes. Colaboró con Jiban tras de la muerte del Dr. Igarashi. Muere cuando la base de Jiban es destruida.
- Bandou Takeko: Jefe del Departamento de detectives de Ciudad Central.
- Ryo Hayakawa: Un vagabundo que toma a Mayumi después de que pierde su memoria, confundiéndola con su hermana muerta, Midori. Inicialmente se refiere a ella por ese nombre, pero más tarde se refiere a ella por su propio nombre Mayumi después de leer el aviso de una persona desaparecida, aunque Mayumi no le dice su verdadero origen (ya que su memoria es defectuosa). En la pelea, Mayumi se va, incapaz de recordar lo que acaba de suceder. Murió en el episodio 46, cuando Jiban sacó el anillo de la bomba del dedo de Mayumi con un tiro muy preciso, sin herirla. Ryou tomó el anillo y corrió, para tirarlo, pero murió en la explosión resultante.

Bioron
- Dr. Giba: Fundador de Bioron. Dejó de ser completamente humano debido a un accidente en el laboratorio del Dr. Igarashi, donde cae accidentalmente en unos desechos químicos.
- Bioron: Fuerza armada organizada por el misterioso científico Doctor Giba, que intenta tomar control de Japón.

## Emisión internacional
Jiban ha sido emitida en varios países, doblada en el idioma nacional de cada uno de ellos.
| País                 | Canal                                     | Canal actual                                                | Idioma    | Año de emisión          |
| -------------------- | ----------------------------------------- | ----------------------------------------------------------- | --------- | ----------------------- |
| Brasil               | Rede Manchete                             |                                                             | Portugués |                         |
| Honduras             | Telecadena 7 y 4                          |                                                             | Español   |                         |
| Ecuador              | Ecuavisa RTU                              |                                                             | Español   |                         |
| Indonesia            | TV 7                                      |                                                             | indonesio |                         |
| Panamá               | Telemetro                                 |                                                             | Español   |                         |
| Perú                 | Panamericana Televisión Frecuencia Latina |                                                             | Español   | 1991 a 1992 - 1993 1995 |
| Filipinas            | IBC-13 GMA-7 SOLAR Entertainment          | IBC-13, GMA-7 (Terminada) SOLAR Entertainment (Aun emitida) | tagalog   |                         |
| Tailandia            | M.C.O.T. Moden Nine TV                    | M.C.O.T. (Terminada) Moden Nine TV (Aun emitida)            | tailandés |                         |
| Uruguay              | Canal 10                                  |                                                             | Español   |                         |
| España               | TVE 2                                     |                                                             | Español   | 1991                    |
| Venezuela            | RCTV                                      |                                                             | Español   |                         |
| El Salvador          | TCS Canal 4                               |                                                             | Español   |                         |
| Bolivia              | ATB                                       |                                                             | Español   |                         |
| República Dominicana | Rahintel                                  |                                                             | Español   |                         |
| Guatemala            | canal 13-Trecevisión                      |                                                             | Español   | 2012                    |

## Reparto (doblaje)
- Naoto Tamura: Eduardo Bastidas †
- Doctor Giba: Alfredo Sandoval †

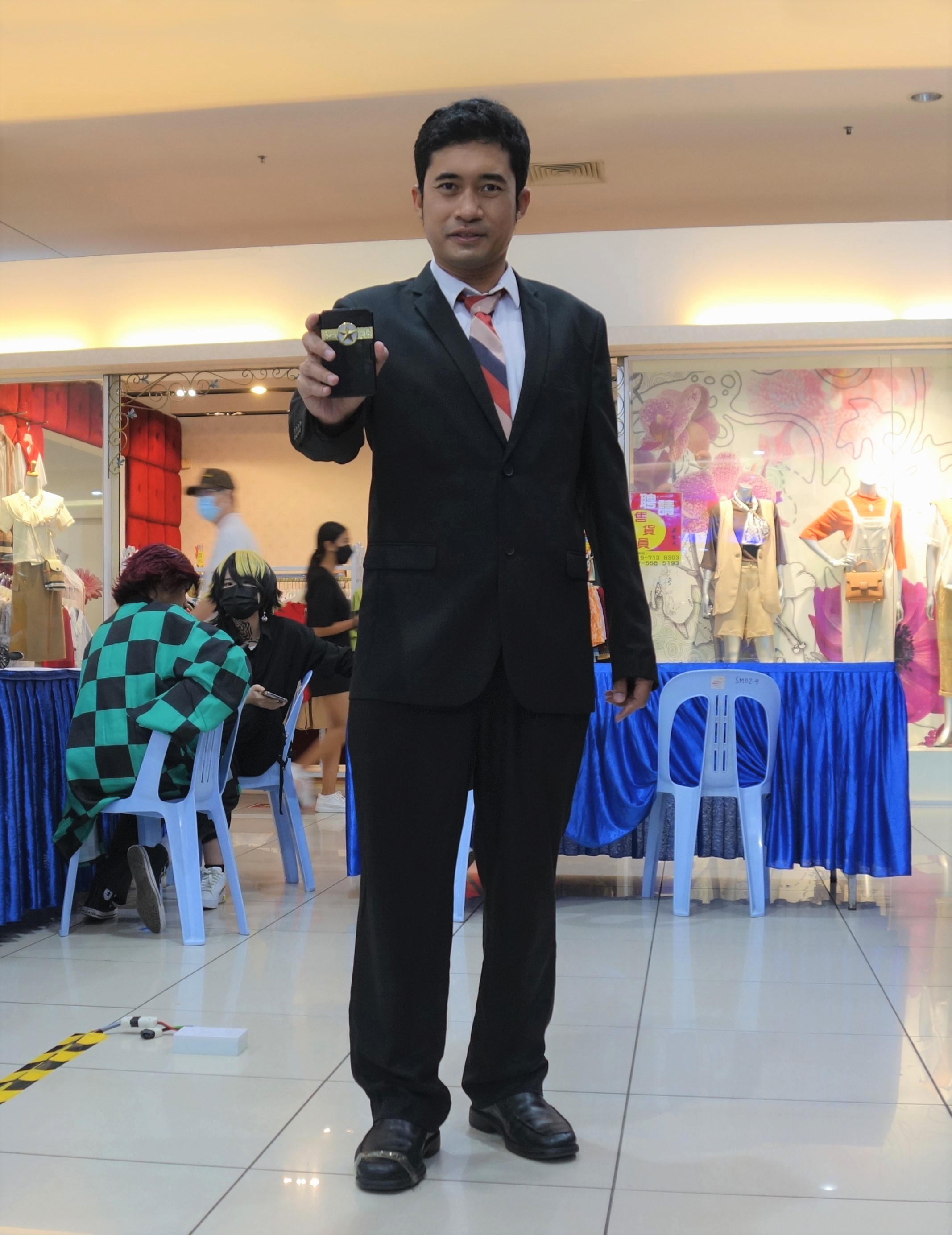
Cosplay de Naoto Tamura

- Mayumi Igarashi/Midori Hayakawa: Ismenia Baldirio
- Youko Katagiri: Otilia Docaos
- Marsha: Ismenia Baldirio
- Karsha: Rossana Cicconi; Ivette Harting †
- Kiyoshiro Muramatsu: Domingo Moreno
- Mad Garbo: Citlalli Godoy; Yulika Krausz
- Otras voces: Karl Hoffman; Freddy Moreno
- Canciones: Arístides Aguiar
- Estudio: Lips

## Temas musicales

### Tema de apertura
- Kidō Keiji Jiban (機動刑事ジバン?)
  - Letra: Keisuke Yamakawa
  - Música: Kisaburō Suzuki
  - Arreglos: Kazuya Izumi (和泉 一弥 Izumi Kazuya?)
  - Artista: Akira Kushida

### Tema de cierre
- Ashita Yohō wa Itsumo Hare (未来あした予報はいつも晴れ Tomorrow's Forecast is Always Sunny?)
  - Letra: Keisuke Yamakawa
  - Música: Kisaburō Suzuki
  - Arreglos: Kazuya Izumi (和泉 一弥 Izumi Kazuya?)
  - Artista: Akira Kushida